# Myxidium depressum
Myxidium depressum is een microscopische parasiet uit de familie Myxidiidae. Myxidium depressum werd in 1912 beschreven door Parisi. 